# Hillel Furstenberg

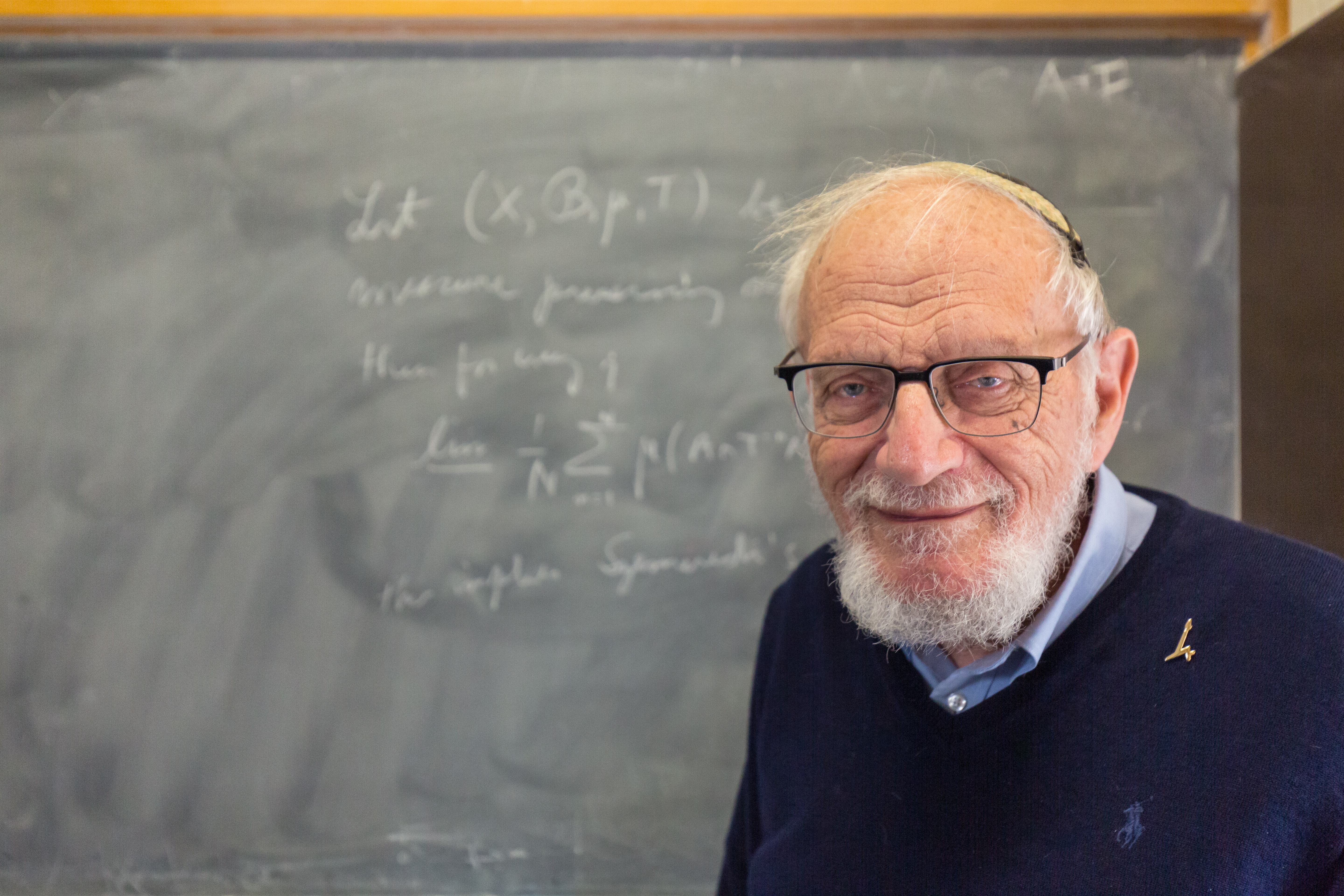
Hillel Furstenberg (2020)

Hillel Furstenberg, im Deutschen häufig Fürstenberg geschrieben, hebräisch הלל פורסטנברג, ursprünglich Harry Fürstenberg (* 29. September 1935 in Berlin), ist ein israelischer Mathematiker, der sich mit Wahrscheinlichkeitstheorie, Ergodentheorie, topologischer Dynamik und Zahlentheorie beschäftigt. Am 18. März 2020 wurde ihm der Abel-Preis, eine der höchsten internationalen Auszeichnungen auf dem Gebiet der Mathematik, verliehen.

## Leben
Furstenberg wurde 1935 unter dem Namen Harry Fürstenberg in Berlin in eine deutsch-jüdische Familie geboren. Seiner Familie gelang 1939, wenige Monate vor Ausbruch des Zweiten Weltkrieges die Emigration aus dem nationalsozialistischen Deutschland in die Vereinigten Staaten. Nach der Emigration änderte er seinen Namen in Hillel Furstenberg.
Sein Vater starb auf der Reise und Hillel wurde von seiner Mutter und seiner älteren Schwester in einer jüdisch-orthodoxen Gemeinde in New York City erzogen. Er studierte an der Yeshiva University in New York, wo er 1955 den Grad eines B.A. und eines M.S. erreichte. Schon während seines Studiums veröffentlichte er mathematische Arbeiten in angesehenen Fachzeitschriften. 1958 wurde er bei Salomon Bochner an der Princeton University promoviert (Prediction Theory). 1959 war er Moore-Instructor am Massachusetts Institute of Technology. Danach war er an der University of Minnesota, bevor er 1965 Professor an der Hebrew University in Jerusalem wurde. 1964 erhielt er ein Forschungsstipendium der Alfred P. Sloan Foundation (Sloan Research Fellowship).
Zu seinen Doktoranden zählen Alexander Lubotzky, Vitaly Bergelson und Yuval Peres.

## Werk

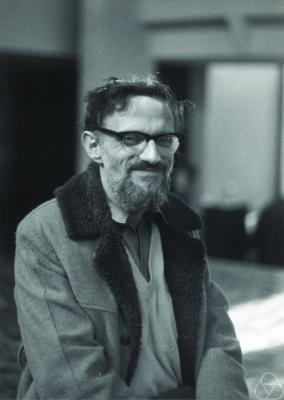
Hillel Furstenberg in Jerusalem (1975)

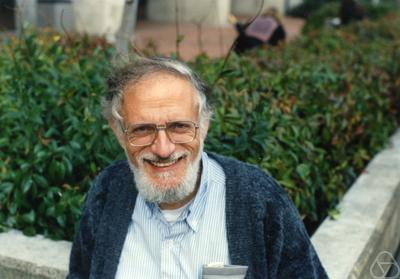
Hillel Furstenberg in Berkeley (1992)

Furstenberg wandte Methoden der Wahrscheinlichkeitstheorie und Ergodentheorie in der Zahlentheorie und der Theorie der Lie-Gruppen an. 1955 gab er mit topologischen Methoden einen neuen Beweis für die Unendlichkeit der Primzahlen. Bewiesen wurde das zwar schon von Euklid, wichtig waren jedoch die verwendeten Methoden. 1977 gab er einen neuen, ergodentheoretischen Beweis des Satzes von Szemerédi über arithmetische Progressionen in Teilmengen positiver Dichte der natürlichen Zahlen, 1972 bewies er die eindeutige Ergodizität von Flüssen längs Horozyklen auf kompakten hyperbolischen Riemann’schen Flächen. Ergodizität für geodätische Flüsse auf kompakten Mannigfaltigkeiten negativer Krümmung wurde schon in den Arbeiten von Gustav Hedlund und Eberhard Hopf Ende der 1930er-Jahre bewiesen, diese sind aber nicht eindeutig ergodisch. Furstenberg ist auch für seinen Struktursatz für minimale, distale Flüsse in der topologischen Dynamik bekannt. Er lieferte frühe fundamentale Arbeiten über Zufallsmatrizen (deren asymptotisches Verhalten er mit Struktursätzen über die zugrundeliegenden Lie-Gruppen in Zusammenhang setzte) und studierte stochastische Prozesse in homogenen Räumen und das asymptotische Verhalten von Irrfahrten auf Gruppen.

## Ehrungen und Mitgliedschaften
1993 erhielt er den Israel-Preis sowie den Harvey Prize des Technion in Haifa. 2007 erhielt er den Wolf-Preis in Mathematik (mit Stephen Smale) und 2020 den Abelpreis (mit Grigori Alexandrowitsch Margulis). Er ist Mitglied der israelischen Akademie der Wissenschaften, der National Academy of Sciences der USA und der American Academy of Arts and Sciences.
2010 hielt er einen Plenarvortrag auf dem Internationalen Mathematikerkongress (ICM) in Hyderabad (Ergodic structures and non conventional ergodic theorems), 1990 war er Invited Speaker auf dem ICM in Kyōto (Recurrent ergodic structures and Ramsey theory), 1962 in Stockholm (A Poisson formula for semi-simple Lie groups) und 1970 auf dem ICM in Nizza (Boundaries of Lie groups and discrete subgroups).

## Privates
Furstenberg heiratete 1958 seine Frau Rochelle, eine auf Kunst und Kultur spezialisierte Magazin-Schriftstellerin. Mit ihr hat er fünf Kinder.

## Schriften (Auswahl)
- On the infinitude of primes. In: American Mathematical Monthly. Band 62, Nr. 5, 1955, S. 353, doi:10.2307/2307043, JSTOR:2307043.
- Ergodic behavior of diagonal measures and a theorem of Szemerédi on arithmetic progressions. In: Journal d’Analyse Mathématique. Band 31, 1977, S. 204–256. doi:10.1007/BF02813304
- Recurrence in Ergodic Theory and Combinatorial Number Theory. Princeton University Press, Princeton NJ 1981, ISBN 0-691-08269-3.